# 다이클로로페놀인도페놀
2,6-다이클로로페놀인도페놀(DCPIP 또는 DPIP)은 산화 환원 지시약으로 이용되는 화합물이다. 산화되었을 때는 600 nm에서 최대 흡광을 나타내는 푸른색을 띠고, 환원되었을 때는 무색이다.
DCPIP는 광합성 비율을 측정하는 데에 사용될 수 있다. 힐 시약의 일종이다. 광합성 계에서 빛에 노출되었을 때, 이 염료는 화학적 환원에 의해 탈색된다. DCPIP는 페레독신보다 높은 전자 친화도를 가지고, 광합성 전자 전달 연쇄계는 광합성의 일반적인 마지막 전자 전달체 NADP+ 대신 DCPIP를 환원시킬 수 있다. DCPIP가 환원되고 무색이 되면서, 그에 따른 광투과율의 증가는 분광 광도계를 이용하여 측정할 수 있다.
DCPIP는 또한 비타민 C의 지시약으로 사용될 수 있다. 좋은 환원제인 비타민 C가 존재할 때 산성 조건에서 분홍색으로 변하는 푸른색 염색제는 아스코르빈산에 의해 환원되어 무색의 화합물이 된다. 이 반응은 산화 환원 반응으로, 비타민 C(아스코르빈산)은 데하이드로아스코르브산으로 산화되고, DCPIP는 무색의 화합물 DCPIPH2로 환원된다.
DCPIP (푸른색) + H+ → DCPIPH (분홍색)
DCPIPH (분홍색) + 비타민 C → DCPIPH2 (무색)
이 적정에서, 용액의 모든 아스코르브산이 사용되면, DCPIPH를 환원시킬 수 있는 전자가 더 이상 없게 되고 용액은 DCPIPH에 의해 분홍색으로 남아 있게 된다. 모든 DCPIPH를 환원시키기에 아스코르브산이 충분하지 않으면, 종말점은 분홍색이 10초 이상 지속되는 때이다. 약리학적 실험들은 DCPIP가 인간 흑색종의 모형동물 내 인간 암세포를 목표로 하는 화학 요법의 산화 촉진제의 역할을 할 수도 있다고 제안한다. DCPIP 유도 암세포는 세포 내 글루타싸이온 소모와 산화 스트레스의 상향 조절로 세포사가 일어난다.

## 같이 보기
- 인도페놀
- 이염성
- 메틸렌 블루
- 월스터 블루